# Claude Bremond
Claude Bremond (Saint-Ouen, 1º marzo 1929 – Bourg-la-Reine, 20 gennaio 2021) è stato un saggista e semiologo francese, noto soprattutto per gli studi di narratologia.

## Biografia e teorie
Laureato in filosofia e in possesso di un dottorato in sociologia (1972), dal 1980 fu direttore di studi all'École des hautes études en sciences sociales, dove aveva una cattedra di semiologia delle tradizioni narrative.
Sulla scia delle ricerche aperte da Vladimir Propp sulle strutture della fiaba e le funzioni del personaggio, Bremond ha proposto una "grammatica narrativa" che mette in evidenza i "possibili narrativi", meno fissi e legati piuttosto alle alternative che si presentano al raccontatore a ogni svolta di racconto, un bivio possibile tra due scelte: "lasciar partire la freccia o trattenerla, fare in modo che colpisca il bersaglio o che lo manchi". L'arte di raccontare si riduce così a una combinazione che gioca su flussi di termini contraddittori.
Nel trasformare il modello di Propp, Bremond sostiene che un racconto è costituito da una sequenza di tre elementi: apertura di una virtualità d'azione, sua attualizzazione, e risultato. Le azioni sono compiute da diversi "ruoli", che di raggruppano in due categorie; agenti e pazienti. Un racconto è una successione di ruoli in azione (o "attanti"). Ruoli ricorrenti sono dunque: il paziente, l'agente (volontario o involontario), l'influenzatore (informatore, simulatore, seduttore, intimidatore, obbligatore, proibitore, consigliere o sconsigliatore), il miglioratore (e il protettore), il peggioratore (e il frustratore), l'acquisitore di merito e il retributore.
Introducendo l'interazione nella teoria narrativa (collegata dunque alla teoria della comunicazione), il suo modello si avvicina al racconto del gioco, così come è stato esplorato da Raymond Queneau in Un conte à votre façon (1967), influenzando poi le ricerche di studiosi quali Gerald Prince e Mieke Bal.
Bremond collaborò con "Communications", "Poétique" (rivista fondata da Gérard Genette nel 1970), "Strumenti critici" (dove era nel comitato scientifico) ecc.

## Opere principali
- Le Messafe narratif, "Communications", 4, 1964, pp. 4–32
- La logique des possibles narratifs, "Communications", 8, 1966, pp. 60–76
- Logique du récit, 1973, trad. Riccardo Gramatica, Logica del racconto, Bompiani, Milano 1977
- con Jacques Le Goff e Jean-Claude Schmitt, L'exemplum, Brepols, Turnhout 1982, 1996²
- con Thomas Pavel (a cura di), Variations sur le thème, "Communications", 47, 1988
- con Jacques Berlioz e Catherine Velay-Vallantin (a cura di), Formes medievales du conte merveilleux, Stock, Paris 1989
- Traditions, traductions, trahisons, in Sylviette Larzul, Les traductions françaises des "Mille et une nuits", L'Harmattan, Paris 1996
- Il divenire dei temi: al di qua e al di là di un racconto, a cura di Daniele Giglioli, La nuova Italia, Firenze 1997 ISBN 88-221-2511-8
- con Thomas Pavel, De Barthes à Balzac. Fictions d'un critique et critiques d'une fiction, Albin Michel, Paris 1998